# سیارک ۱۳۷۹۸
سیارک ۱۳۷۹۸ (به انگلیسی: 13798 Cecchini، نامگذاری:1998VK33) سیزده هزار و هفتصد و نود و هشتمین سیارک کشف شده‌است که در ۱۵ نوامبر ۱۹۹۸ کشف شد.
قدر مطلق سیارک برابر ۲۰.۴ است.